# Bitwa pod Antoninem

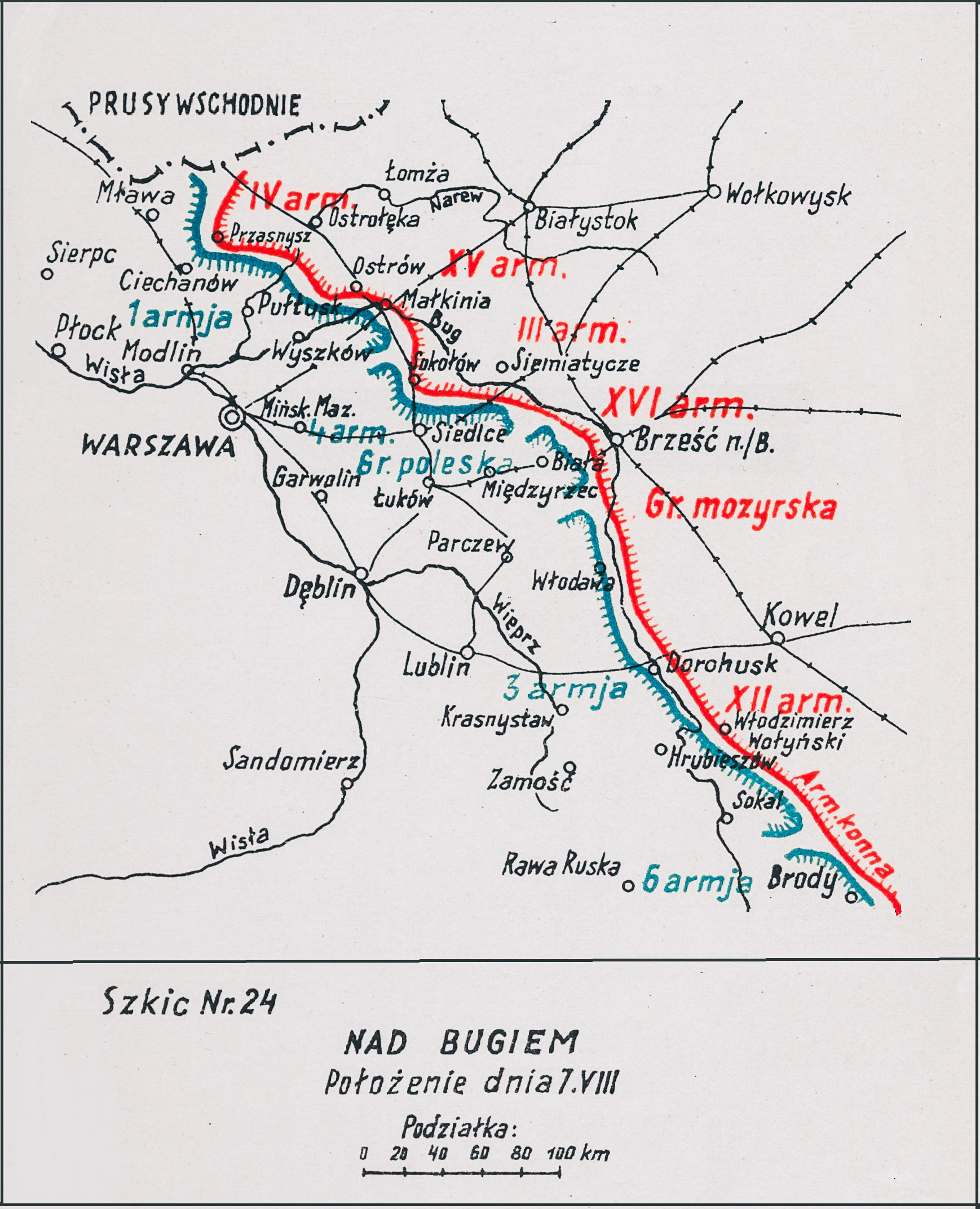
Adam Przybylski,
Wojna polska 1918–1921

Bitwa pod Antoninem – walki polskiej 1 Dywizji Jazdy płk. Juliusza Rómmla z oddziałami sowieckiej 1 Armii Konnej Siemiona Budionnego toczone w okresie ofensywy Frontu Południowo-Zachodniego w czasie wojny polsko-bolszewickiej.

## Geneza
W końcu lipca Naczelne Dowództwo Wojska Polskiego planowało uderzenie na prawe skrzydło nacierających wojsk Michaiła Tuchaczewskiego. Do przeprowadzenia operacji zamierzano użyć także jednostek ściągniętych z Frontu Południowo-Wschodniego generała Edwarda Rydza-Śmigłego. Warunkiem sukcesu było wcześniejsze pobicie 1 Armii Konnej Siemiona Budionnego w obszarze Brodów i Beresteczka.
Po pięciu dniach bitwy, szala zwycięstwa zaczęła przechylać się na stronę polską. Jednak sytuacja na Froncie Północnym, a szczególnie upadek Brześcia, zmusiła Naczelne Dowództwo Wojska Polskiego do przerwania bitwy.
W tym czasie dowódca sowieckiego Frontu Południowo-Zachodniego Aleksander Jegorow nakazał 1 Armii Konnej Budionnego zdobyć Lwów. Jej dywizje wdarły się w słabo obsadzoną lukę między polskimi 2 i 6 Armią, a 7 sierpnia pod Szczurowicami sforsowały Styr. 6 i 14 Dywizja Kawalerii z 45 Dywizją Strzelców miały działać zaczepnie w kierunku na Radziechów–Chołojów–Dobrotwór–Kamionkę Strumiłową, zaś 4 i 11 Dywizja Kawalerii na Busk. Północne skrzydło 1 Armii Konnej osłaniała walcząca pod Łuckiem 24 Dywizja Strzelców, a południowe 45 Dywizja Strzelców.
Działania opóźniające na tym kierunku prowadziła Grupa Operacyjna Jazdy generała Kazimierza Sawickiego.

## Walki pod Antoninem
Po bitwie pod Beresteczkiem i Brodami 1 Dywizja Jazdy płk. Juliusza Rómmla prowadziła działania opóźniające na linii Rudenko – Łąckie – Kulików.
8 sierpnia 14 pułk ułanów otrzymał bezpośrednio ze sztabu Grupy Operacyjnej Jazdy rozkaz odejścia z frontu i załadowania się na transporty kolejowe.
O rozkazie nie został poinformowany ani dowódca dywizji, ani inni dowódcy pułków współdziałający na polu walki z 14 p.uł. Widząc odejście z pozycji obronnych szwadronów 14 p.uł, również dowódca 9 pułku ułanów dał komendę swoim pododdziałom do odejścia na zachód. W ślad za nim poszły inne pułki i opuściły wcześniej zajmowane stanowiska obronne. Tej kuriozalnej sytuacji nie wykrył przeciwnik i nie rozpoczął natarcia. Tylko dzięki temu płk Rómmel mógł interweniować i próbował uporządkować niezaplanowany odwrót swojej dywizji. Dalszymi działaniami planował kierować z folwarku Antonin. Tam też ześrodkował dywizjon 8 pułku ułanów mjr. Karola Rómmla. Tymczasem w oddziałach dywizji wybuchła panika. Szosą na Antonin pod naporem sowieckiej 14 Dywizji Kawalerii bezładnie wycofywały się przemieszane szwadrony 9., 12. i 11 pułku ułanów oraz artylerzyści 4 dywizjonu artylerii konnej. Tym razem Sowieci zauważyli zamieszanie w szeregach polskich i położyli ogień na skłębioną masę wojska, a do szarży szykowały się kozackie sotnie.
Płk Rómmel bezskutecznie próbował opanować panikę. Przy sobie posiadał grupę około 50 oficerów i żołnierzy, a jedynym pułkiem, który w pełni zachował zdolność bojową był 1 pułk ułanów. Dowódca dywizji wysłał swojego szefa sztabu rtm. Stanisława Pragłowskiego, aby ten zbierał szwadrony w lesie za Antoninem, sam zaś, z zebraną pięćdziesięcioosobową grupą i 3 szwadronem 1 pułku ułanów, wykonał szarżę na Kozaków. Czerwonoarmiści nie przyjęli walki wręcz i wycofali się z pola bitwy, porzucając przy tym kilka taczanek. Szarżę ze stanowisk na skraju lasu wspierał dywizjon 8 pułku ułanów. W tym czasie udało się rtm. Pragłowskiemu uporządkować pułki i zorganizować obronę Radziechowa. Zgodnie z nowymi rozkazami, około 19:00 1 Dywizja Jazdy rozpoczęła dalszy odwrót w kierunku na Witków Nowy.